# 209206 Richardhenry
209206 Richardhenry este o planetă minoră (asteroid) din centura de asteroizi. A fost descoperită pe 23 octombrie 2003 la Observatorul Național Kitt Peak de Marc Buie⁠(d). 
Obiectul prezintă o orbită caracterizată de o semiaxă mare de 2,5730967021451 UAi, o excentricitate de 0,14727265563435, o înclinație de 1,7998089141762 ° în raport cu ecliptica.